# Norsjöbuss
Norsjöbuss var ett bussbolag i Norsjö kommun. Den 1 januari 2006 övergick Norsjöbuss från att ha varit privatägt i 45 år till att tillhöra kommunalägda Skelleftebuss AB.

## Historia
Familjeföretaget Norsjöbuss startade sin verksamhet 1958, dock inte med busstrafik, utan med en personbil och en släpvagn. Sträckan som trafikerades var Lidträsk–Norsjö. År 1960 köptes den första bussen in.[källa behövs] År 1999 tog Norsjö buss över körningar för Sambulansen i Västerbotten efter att ha vunnit upphandlingen.
År 2005 meddelade Norsjö buss VD Lars-Åke Holmgren att Skellefteå buss hade gett ett bud på verksamheten. Företaget hade då 25 bussar och ett 40-tal anställda.